# Atletismo nos Jogos Pan-Americanos de 1959 - Revezamento 4x100 m masculino
A prova do revezamento 4x100 m masculino nos Jogos Pan-Americanos de 1959 foi realizada em Chicago, Estados Unidos.

## Medalhistas
| Ouro                                                                       | Prata                                                             | Bronze                                                                   |
| USA Estados Unidos Hayes Jones Robert Poynter William Woodhouse Ray Norton | VEN Venezuela Emilio Romero Lloyd Murad Clide Bones Rafael Romero | JAM Jamaica Clifton Bertrand Mike Agostini Wilton Jackson Dennis Johnson |

### Final
| Posição           | Nação              | Nomes                                                           | Tempo | Notas |
| ----------------- | ------------------ | --------------------------------------------------------------- | ----- | ----- |
| Medalha de ouro   | USA Estados Unidos | Hayes Jones, Robert Poynter, William Woodhouse, Ray Norton      | 40.4  |       |
| Medalha de prata  | VEN Venezuela      | Emilio Romero, Lloyd Murad, Clide Bones, Rafael Romero          | 41.1  |       |
| Medalha de bronze | JAM Jamaica        | Clifton Bertrand, Mike Agostini, Wilton Jackson, Dennis Johnson | 41.6  |       |
| 4                 | BRA Brasil         |                                                                 | 41.6  |       |
| 5                 | PUR Porto Rico     |                                                                 | 41.7  |       |
| 6                 | CAN Canadá         |                                                                 | 41.9  |       |